# Gilbert-szigetek
A Gilbert-szigetek (angolul Gilbert Islands) egy szigetcsoport Mikronéziában, Kiribati nyugati részén. Az ország három nagy szigetcsoportjának legismertebb és legnagyobb területű tagja. Itt található Tarawa szigetén az ország fővárosa, Bairiki is. A szigetcsoportot az egész országhoz hasonlóan fenyegeti a tengerszint-emelkedés.
Itt hajtották végre a Gilbert- és Marshall-szigeteki hadműveleteket.

## Fordítás
- Ez a szócikk részben vagy egészben  a   Gilbert Islands című angol Wikipédia-szócikk ezen változatának fordításán alapul.  Az eredeti cikk szerkesztőit annak laptörténete sorolja fel. Ez a jelzés csupán a megfogalmazás eredetét és a szerzői jogokat jelzi, nem szolgál a cikkben szereplő információk forrásmegjelöléseként.